# ナウフェル・エル・ハナシュ
ナウフェル・エル・ハナシュ（アラビア語: نوفل الحناش, ラテン文字転写: Naoufel El Hannach、2006年12月7日 - ）は、モロッコとフランスのサッカー選手。ポジションはディフェンダー。
兄のユネス・エル・ハナシュとイドリス・エル・ハナシュもサッカー選手である。

## 経歴
2013年、パリ・サンジェルマンFCのアカデミーに加入し、UEFAユースリーグに出場すると、2023-24シーズンにはパリ・サンジェルマンU-19の主力として称賛された。2025年2月7日、パリ・サンジェルマンとの初のプロ契約を2027年まで締結した。